# Joseph-Hector Fiocco
Joseph-Hector Fiocco (Bruselas, Bélgica, 20 de enero de 1703- íd., 21 de junio de 1741) fue un compositor (principalmente, de música religiosa) y violinista flamenco del Barroco tardío, nacido y fallecido en Bruselas, Bélgica.

## Datos biográficos
Fue uno de los 14 hijos del compositor italiano Pietro Antonio Fiocco, quien en 1682 se trasladó de Venecia a Bruselas. Recibió su formación musical de su padre y de su medio hermano Jean-Joseph. Fue violinista y maestro de canto de la catedral de Amberes hasta su regreso a Bruselas en 1737, donde trabajó en la Catedral de San Miguel y Santa Gúdula. Murió a la temprana edad de 38 años, en su ciudad natal.

## Obras (lista incompleta)
- Lamentations Du Jeudi Saint
- Missa Solemnis en re mayor
- Primera suite para clavecín:

1. L'Angloise. Rondeau. Légèrement
2. L'Armonieuse. Tendrement & lie
3. La Plaintive. Gracieux
4. La Villageoise. Gayement
5. Les Promenades
6. L'Inconstante. Modérément
7. L'Italiene. Gracieusement
8. La Françoise. Gracieusement
9. Adagio
10. Allegro
11. Andante
12. Vivace

- Segunda suite para clavecín:

1. Allemande. Modérément
2. La Légère
3. Gigue. Légèrement
4. Sarabande. Tendrement
5. L'Inquiette. Rondeau
6. Gavotte. Gayement
7. Menuet ; 2e menuet
8. Les Sauterelles/ Modérément & lie
9. L'Agitée. Rondeau
10. Les Zéphirs. Rondeau
11. La Musette. Tendremùent
12. La Fringante. Gayement

- Siete piezas para violín y bajo continuo:

1. Arioso
2. La Legere
3. Allegro
4. Allemande
5. L´Anglaise
6. Menuetto
7. La Fringante

El allegro es muy famoso, y en la actualidad forma parte del repertorio didáctico de los estudiantes de violín (véase método Suzuki).